# Cozy Little Christmas
Cozy Little Christmas è un singolo della cantante statunitense Katy Perry, pubblicato il 15 novembre 2018.

## Descrizione
Il brano è stato scritto e prodotto dalla stessa cantante in collaborazione con Greg Wells e Ferras Alqasi.

## Promozione
Il singolo è stato reso disponibile in un primo momento sulla sola piattaforma di streaming e download digitale Amazon Music. Dopo circa un anno, il 1º novembre 2019 la cantante lo ha pubblicato su tutte le piattaforme digitali e di streaming.

## Video musicale
Il video musicale della canzone è stato reso disponibile il 2 dicembre 2019.

## Tracce
Testi e musiche di Katy Perry, Greg Wells e Ferras Alqaisi.
1. Cozy Little Christmas – 3:02

## Successo commerciale
Cozy Little Christmas è entrato nella classifica radiofonica statunitense Adult Contemporary alla 10ª posizione, diventando la nona canzone di Katy Perry a raggiungere la top ten e la prima da Dark Horse nel 2014. Da allora ha raggiunto il primo posto nella classifica, e il 35º nella Holiday 100, la classifica di musica natalizia.

## Classifiche
| Classifica (2018-24) | Posizione massima |
| -------------------- | ----------------- |
| Austria              | 37                |
| Belgio (Fiandre)     | 22                |
| Bielorussia          | 192               |
| Croazia              | 10                |
| Estonia              | 37                |
| Germania             | 32                |
| Irlanda              | 74                |
| Italia               | 61                |
| Lituania             | 85                |
| Moldavia             | 31                |
| Regno Unito          | 22                |
| Stati Uniti          | 53                |
| Svizzera             | 49                |
| Ucraina              | 84                |
| Ungheria             | 36                |